# Godów (Silésie)
Pour les articles homonymes, voir Godów.
Godów est une localité polonaise et siège de la gmina qui porte son nom, située dans le powiat de Wodzisław en voïvodie de Silésie.

## Histoire
De 1818 à 1922, Godow fait partie de l'arrondissement de Rybnik dans le district d'Oppeln au sein la province de Silésie